# ピーター・ファン・ローエン
ピーター・ファン・ローエン（Pieter van Royen、1923年 - 2002年) はオランダの植物学者である。ニューギニアの植物の研究で知られる。

## 略歴
インドネシア、南スマトラ州のラハトに生まれた。1933年に家族とオランダに移った。ユトレヒト大学で新熱帯区の水草（カワゴケソウ科:Podostemaceae）のモノグラフを発表し1951年に博士号を得た。1951年から1952年の間はライデンのオランダ国立植物標本館で研究し、1954年から1955年にニューギニアの植物調査を行ったのを始まりに、多くの野外調査を行い、1962年から1965年の間はラエの植物園でパプアニューギニアの植物を研究した。オーストラリア、ブリスベンのクイーンズランド植物標本館でも働いた。
1967年からハワイ州ホノルルのバーニス・P・ビショップ博物館の標本室の学芸員を務め、1983年までその仕事を続けた。ニューギニアの植物の研究を続け、分類学の分野で貢献した。
オーストラリア、クイーンズランド州のアカテツ科の固有種の植物の属名 Van-royenaに献名されている。

## 著作
- The Podostemaceae of the New World, Vol. I, in: Meded. Bot. Mus. Herb. Rijks Univ. Utrecht, 107:1-151, 1951
- The Podostemaceae of the New World, Vol. II, in: Acta Bot. Neerl. 2 (1): 1-21, 1953
- The Podostemaceae of the New World, Vol. III, in: Acta Bot. Neerl. 3: 215–263, 1954
- The genus Rubus [Rosaceae] in New Guinea, Vaduz, Cramer, 1969
- P. van Royen &  P. R. Reitz, Podostemáceas, in: P. R. Reitz. (Hrsg.). Flora Illustrada Catarinense, 1a (5):2-36, 1971
- Sertulum Papuanum 17. Corsiaceae of New Guinea and surrounding areas, in: Webbia 27: S. 223–255, 1972
- The alpine flora of New Guinea, Vaduz, 1979, ISBN 3768212440
- Genus Corybas (Orchidaceae in Its Eastern Areas), 1984, ISBN 3768213676